# Валдштејнска школа јахања
Валдштејнска школа јахања (чеш. Valdštejnská jízdárna) је историјска зграда некадашње школе јахања а данас изложбена галерија на метро станици Малостранска. Зградом некадађње школе јахања управља Сенатска канцеларија Чешке, која ју је 2000. године дала у закуп Националној галерији из Прага за симболичан износ, да у њој спроводи свој програм краткорочних изложби слика и других уметничких дела.

## Положај
Школа јахања с налази у улици Валдштејнска 3 у Прагу у близини  врта Валенштајн, насупрот палате Валденштајн, која део седишта Сената парламента Чешке.

## Историја
Салу за јахање која се налази у башти комплекса ранобарокних палата, за Албрехта од Валдштејна, изградио је италијански архитекти Андреа Спеза и Николо Себрегонди.
Рад такозване школе јахања подразумевао је велике трошкове и школа јахања престала је да испуњава своју првобитну намену крајем 19. века . После Првог светског рата, као резултат земљишне реформе, обнова палате која је била у току је обустављена, а истовремено је породица Валдштејн закупила јахаоницу за фабрику аутомобила Млада Болеслава Лаурин & Клемент . Током1926. године, право закупа уступљено је акционарском друштву, некада Шкодином погону у Плзењу. Потом је зграда школа јахања издавана у закуп другим компанијама у аутомобилској индустрији (у 1928 Елка, наоружање и ауто поправке, Лтд. у Прагу, а 1938. године Акционарском друштву за израду аутомобила).
Изнајмљивање школе јахања настављено је и након рата, када су у њој биле гараже. Отприлике у исто време, испред јахаонице је започета изградња не баш успешног Изложбеног павиљона главног града Прага, који је касније користило Министарство информација а 1953. године изнајмљено је Чехословачком краткометражном филм. Током изградње метро станице Малостранска, зграда је срушена 1974. године .
Током 1950. године планирано је да се зграда користи као гаража или преуреди за друге намена, али је на крају одлучено да сала за јахање постане изложбена галерија, Националне галерије у Прагу.
На основу Закона бр. 59/1996, Валдштејнска школа јахања постала је део седишта Сената парламента Чешке, које је обухватала палату Валдштејн са баштом и још две суседне палате. Током 1997. године, Сенатска канцеларија започела је припреме за потпуну реконструкцију школе јахања (то је био последњи део реконструкције комплекса Валдштајн). Обнова Валдштејнске школе јахања завршена је 2000. године.
Дана 15. јуна 2000. године, Сенат је свечано предао Школу јахања Националној галерији из Прага на коришћење, а током примопредаје потписан је и уговор о дугорочном закупу.

## Намена
Реконструкцијом јахаонице успело се елиминисати низ грађевинских и статичких недостатака, а уклоњени су и непримерени грађевински захвати рађени претходних година и архитектонски је обновљене некадашњи архитектонски карактер јахаонице и простора палате.
Изложбени простори у Валдштејнској школи јахања данас су иновативни и климатизовани простори погодни за излагање вредних уметничких дела. Временом су просторије школе јахања постале место бројних ретроспективних ауторских изложби дела Макса Швабинског, Вацлава Брожика, Франтишека Женишека и других, али и простор за бројне тематске изложби попут ове - Славни барок Чешке .